# L'uomo che ama
El hombre que ama (L'uomo che ama) es una película de 2008, segundo largometraje de la directora Maria Sole Tognazzi. La película, cuyo rodaje comenzó en febrero de 2008, se desarrolla en el Lago d'Orta y en Turín, describe la vida de Roberto, un farmacéutico de unos cuarenta años y sus relaciones con el trabajo, la familia y las mujeres.
El 22 de octubre de 2008 la película inauguró el Festival Internacional de Cine de Roma.
La banda sonora está enteramente dirigida por Carmen Consoli. La película se empezó a proyectar en las salas italianas a partir del 24 de octubre de 2008.

## Dirección, producción e intérpretes
- Dirección: Maria Sole Tognazzi
- Productora:Bianca Films
- Actores:
  - Pierfrancesco Favino: Roberto
  - Monica Bellucci: Alba
  - Kseniya Rappoport: Sara
  - Marisa Paredes: Doctora Campo
  - Piera Degli Esposti: Giulia
  - Arnaldo Ninchi: Vittorio
  - Michele Alhaique: Carlo